# Zlatorog

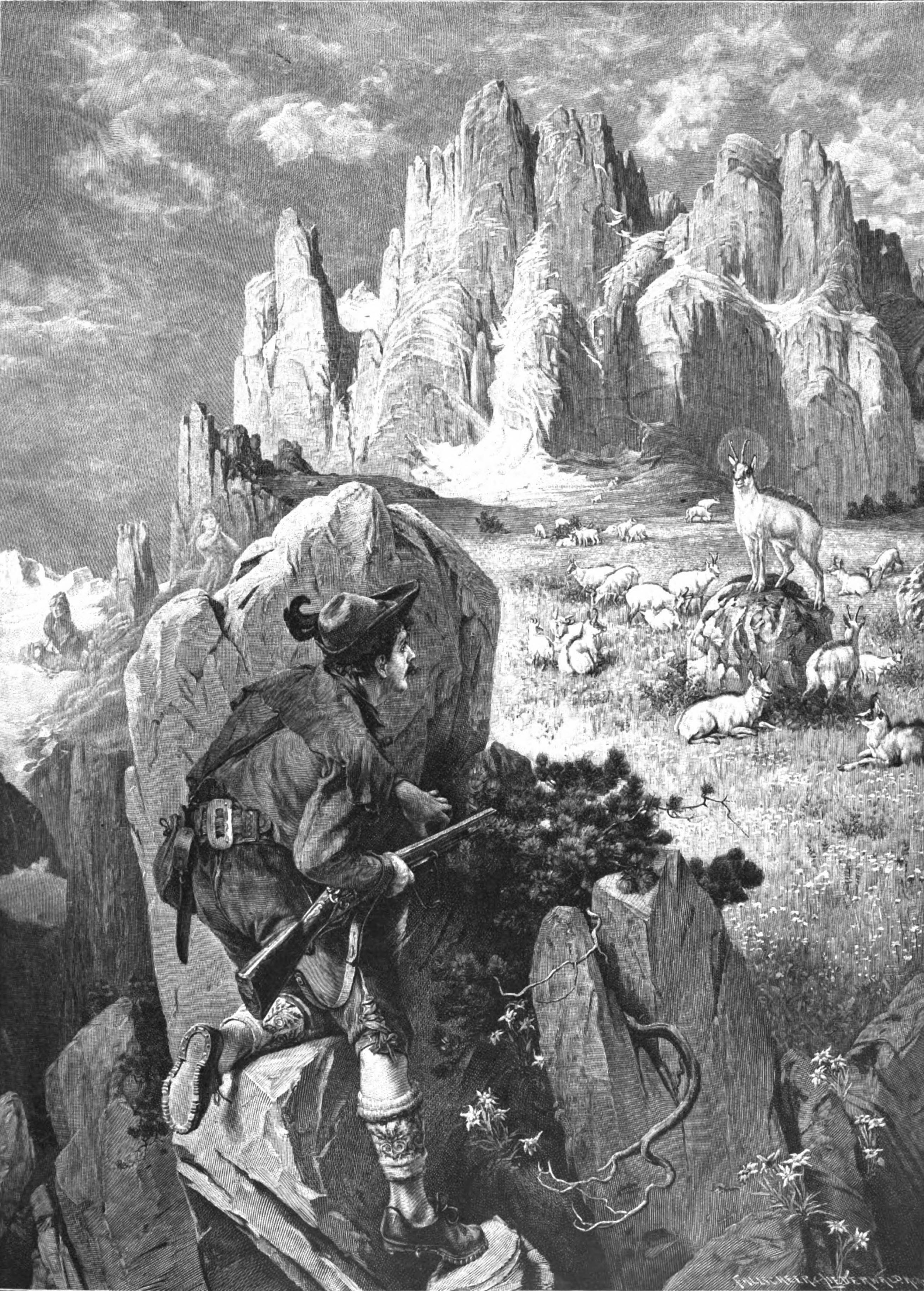
El cazador, observando a su mítica presa, en una ilustración del diario Die Gartenlaube en 1899

La historia de Zlatorog, la gamuza de los cuernos de oro, es una célebre leyenda eslovena.

## Leyenda
La leyenda cuenta que esta gamuza habita en los valles y sobre las cumbres del Triglav, en un jardín celestial, y es el guardián de un tesoro escondido. Un día,  un cazador subió a esta montaña para encontrar aquel tesoro y le disparó a Zlatorog. De su sangre brotaron hermosas flores rojas. Zlatorog comió una de ellas y volvió de nuevo a la vida. De rabia, mató al cazador y destruyó su jardín, luego desapareció para que nunca nadie descubriese el secreto de su tesoro.
El poeta alemán Rudolf Baumbach (1840-1905) puso en versos el mito de Zlatorog y lo publicó en 1877, siendo su obra más popular.
Con ese poema, la libretista y escritora austriaca Camilla Lucerna (1868-1960) y su hermano, el compositor Eduard Lucerna (1869-1944), hicieron una ópera.

## Zlatorog hoy
En la actualidad, el recuerdo de Zlatorog se perpetúa en la marca de cerveza Zlatorog, producida por la cervecería eslovena Laško.
Una estatua de la gamuza se encuentra sobre el borde del lago Bohinj.
- Datos: Q207205